# Spadochron

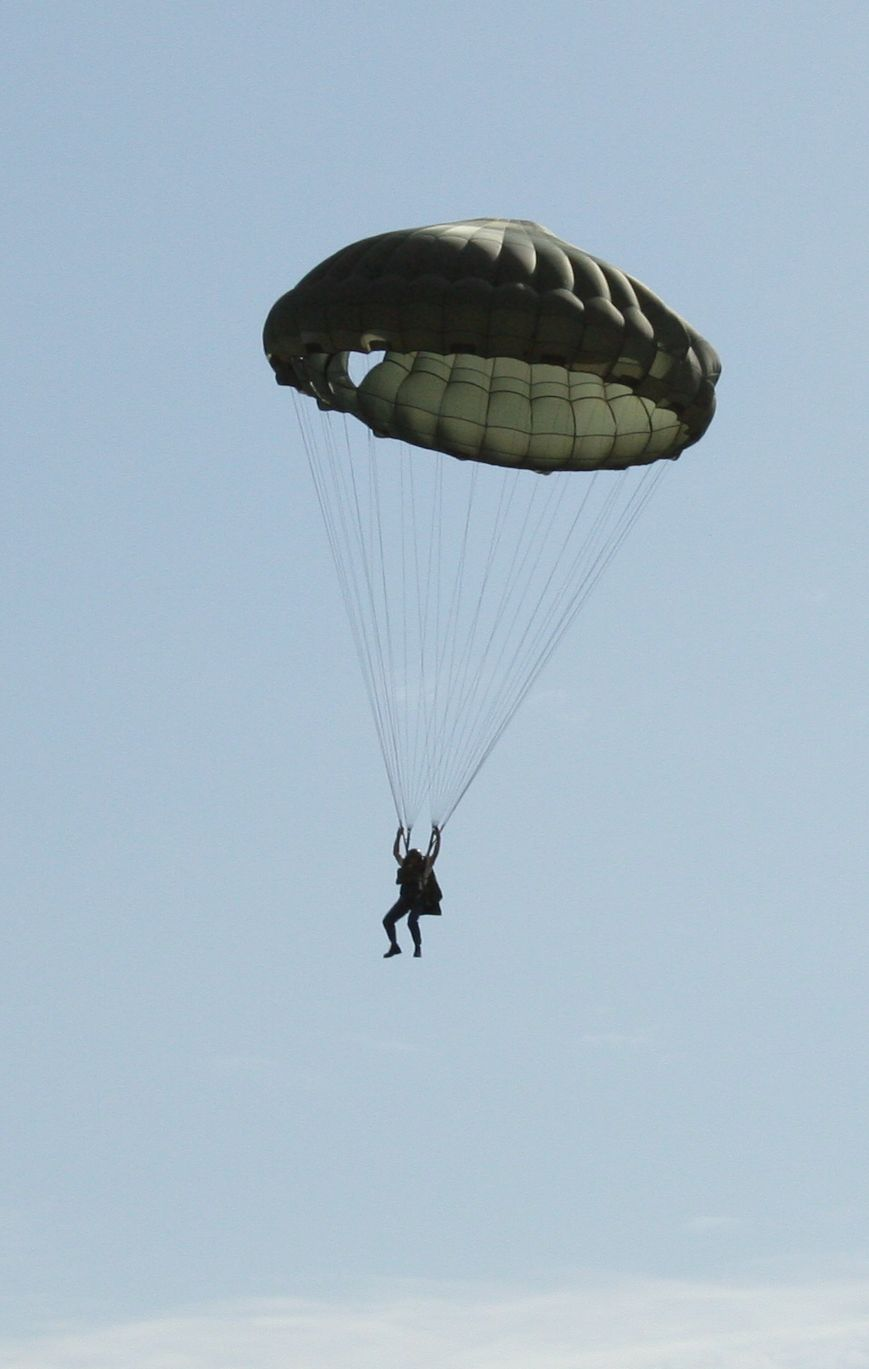
Jednoczaszowy spadochron ze spadochroniarzem

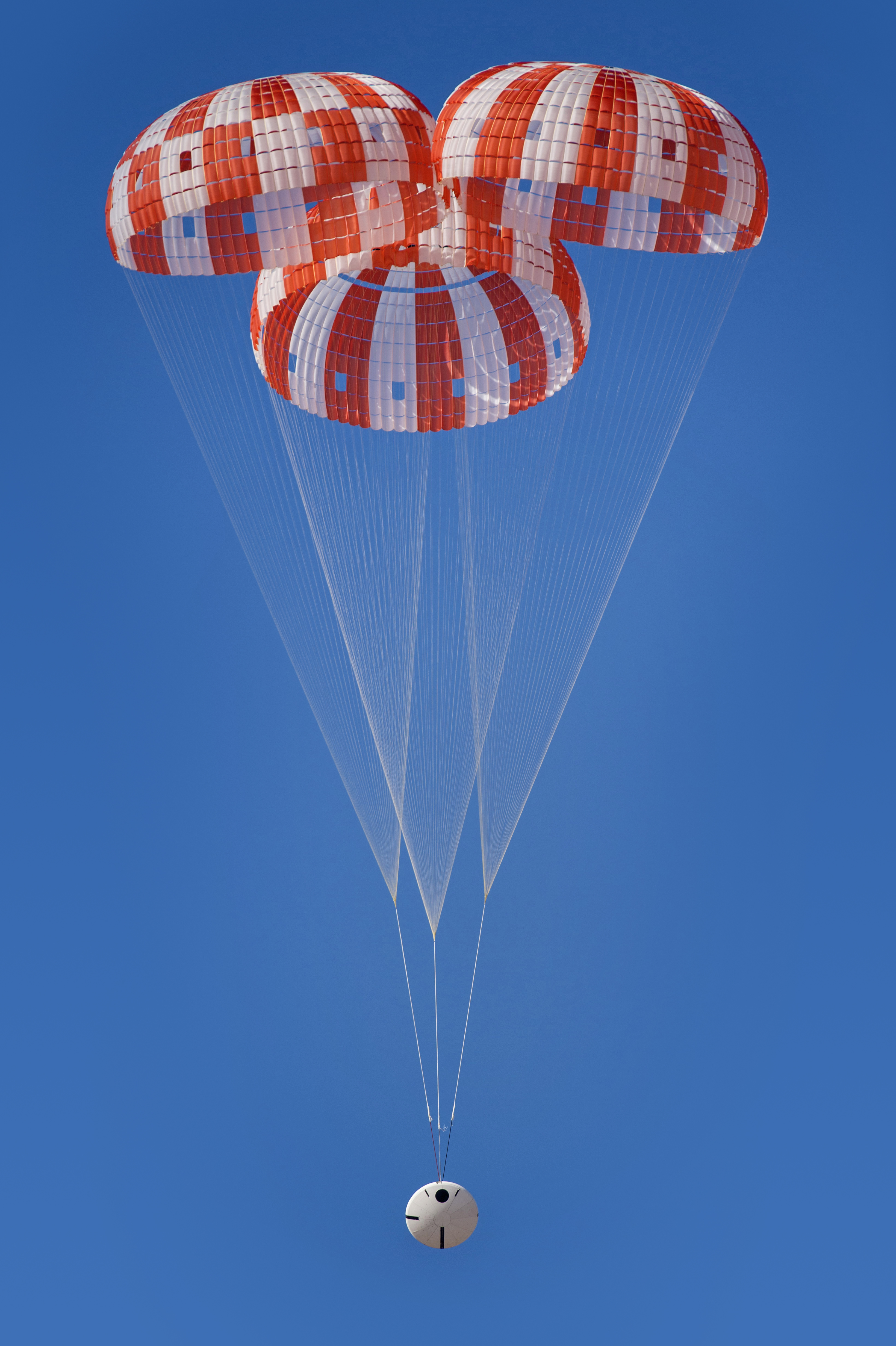
Wieloczaszowy spadochron z kapsułą statku kosmicznego Orion

Spadochron – statek powietrzny, który wykorzystując opór powietrza do zmniejszenia prędkości opadania w atmosferze, pozwala na bezpieczne wylądowanie podwieszonego skoczka, sprzętu lub ładunku.
Spadochrony ze względu na przeznaczenie dzieli się na: ratownicze, desantowe, treningowe, wyczynowe, zapasowe, towarowe oraz specjalne (np. spadochrony hamujące).
Ze względu na system otwarcia istnieje podział na: spadochrony z samoczynnym systemem otwarcia, spadochrony z wolnym systemem otwarcia i kombinowanym systemem otwarcia.
Ze względu na rozmieszczenie spadochronów na skoczku dzieli się na: plecowe, piersiowe, siedzeniowe, plecowo-plecowe, plecowo-piersiowe.
Ze względu na właściwości aerodynamiczne funkcjonuje podział na: spadochrony o małej sterowności, sterowane i szybujące.

## Historia

### Początki

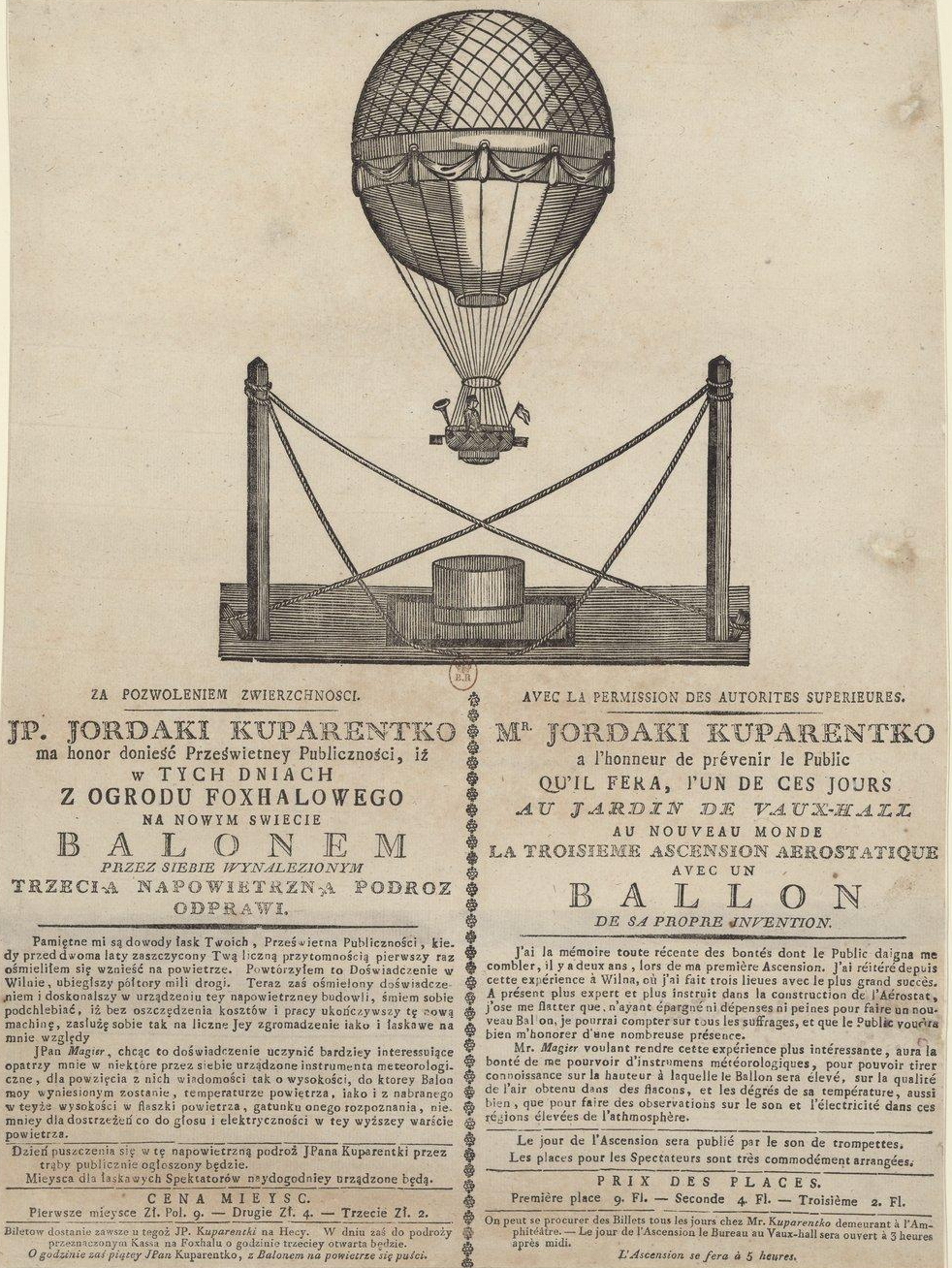
Afisz z 1808 roku reklamujący lot balonowy Jordakiego Kuparentki, jednego z pierwszych pilotów w historii, który przeżył katastrofę lotniczą dzięki spadochronowi

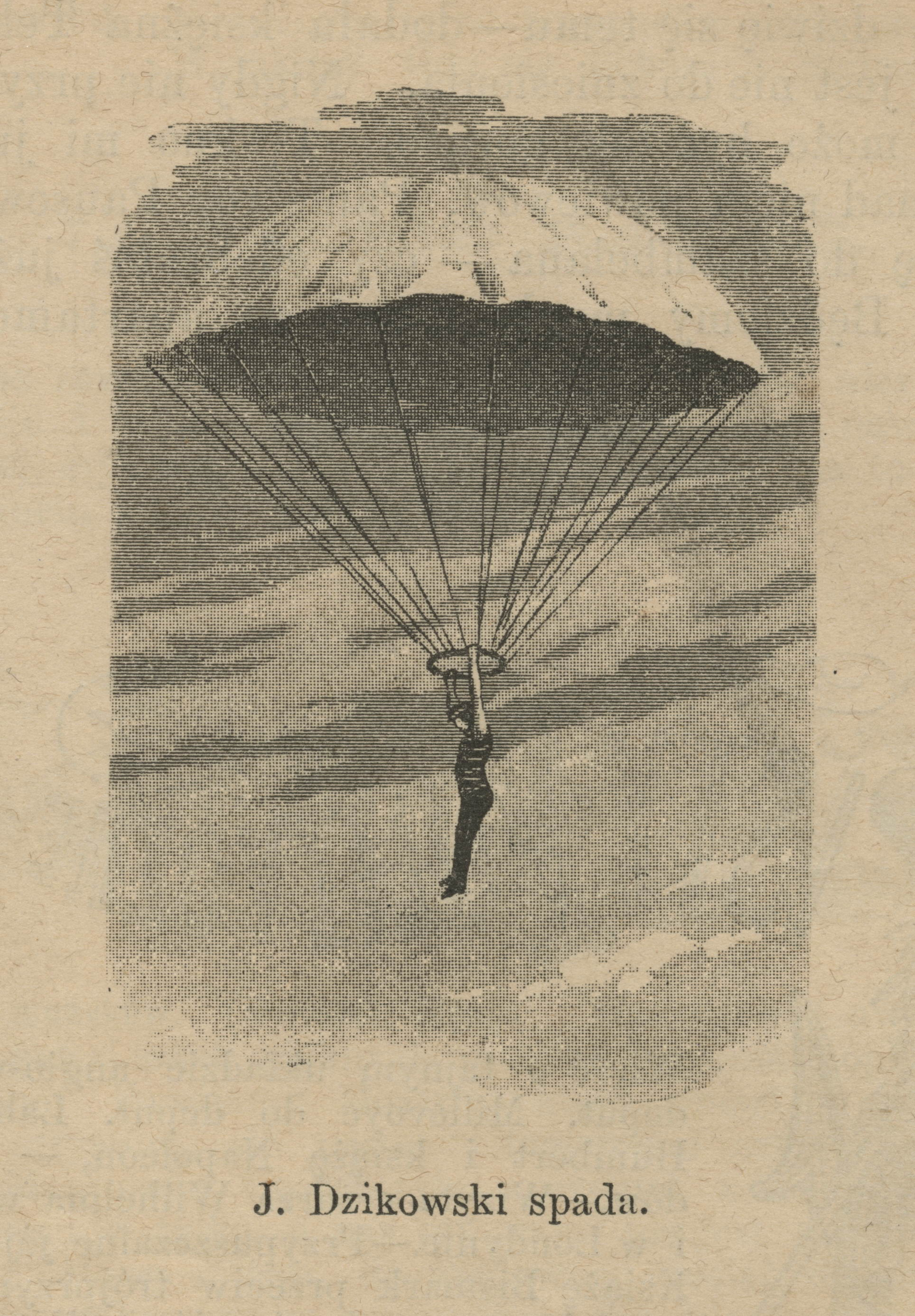
Józef Dzikowski wykonujący skok w Warszawie na przełomie lat 80. i 90. XIX wieku

Pierwszym legendarnym spadochroniarzem, według podań chińskich, był żyjący w latach od 2258 do 2208 p.n.e. cesarz chiński Shun, który skoczył z wysokiej płonącej stodoły, trzymając w rękach dwa szerokie kapelusze w celu osłabienia upadku. Stare kroniki chińskie zawierają także opisy skoków amortyzowanych za pomocą parasoli. Według tych kronik popisy były wykonywane przez akrobatów.
Włoski podróżnik Marco Polo opisał w swoich pamiętnikach szczep murzyński, którego członkowie wykonywali obrzędowe skoki z wielkimi parasolami z liści palmowych i bambusowego drążka. Pierwszy realny projekt budowy spadochronu stworzył Leonardo da Vinci; jego szkice i opis budowy zamieścił w 4 rozdziale Kodeksu Atlantyckiego (spadochron według tego projektu został pomyślnie przetestowany w XX wieku). W sto lat po śmierci Leonarda da Vinci na pomysł budowy spadochronu wpadł biskup dalmacki Fausto Verancio de Sebenico. W książce Machinae nova opisał budowę spadochronu, nie wiadomo jednak, czy został on wypróbowany praktycznie.
Jednym z kolejnych ważniejszych wynalazców był francuski fizyk Louis-Sébastien Lenormand. W 1783 wydał broszurkę, w której opisał konstrukcję swego spadochronu. Jest mało prawdopodobne by wykonał skok, chociaż niektóre źródła podają, że w dniu 26 grudnia 1783 skoczył z balkonu obserwatorium w Montpellier. On też nadał temu przyrządowi nazwę: „parachute”.
Około roku 1783 konstrukcją i próbami zajmował się też Joseph Michel Montgolfier.
W 1785 Jean-Pierre Blanchard wyrzucił z kosza swego balonu psa na spadochronie własnej konstrukcji. 21 listopada 1785 podczas kolejnej próby z psem balon uległ awarii i Blanchard zmuszony był skorzystać z własnego urządzenia, które zdało egzamin.
W 1797 Francuz Andre Jacques Garnerin zbudował i osobiście zademonstrował spadochron, który nie miał usztywnień. 22 października 1797 wzniósł się w powietrze balonem. Będąc na wysokości około 700 m, przeciął sznur łączący spadochron z balonem i zaczął spadać. Spadochron wypełnił się po chwili powietrzem i Garnerin wylądował żywy i zdrowy. Prócz Jacquosa Garnerina skoki ze spadochronem wykonywały także jego żona Jeanne i bratanica Eliza. W latach 1797–1835 wykonali oni wiele skoków ze spadochronem w różnych miastach Europy, w tym także w Warszawie. Eliza wykonała łącznie ponad 40 skoków.
XIX wiek był okresem twórczych poszukiwań w kierunku zbudowania praktycznego i niezawodnego spadochronu ratowniczego dla potrzeb rozwijającej się żeglugi powietrznej. Pionierem na tym polu był polski konstruktor i baloniarz Jordaki Kuparentko, który w 1806 roku podczas pokazu w Warszawie wyskoczył z płonącego balonu na improwizowanym spadochronie i przeżył skok z jego użyciem. W 1887 Amerykanin Thomas Baldwin wykonał pierwszy skok przy użyciu spadochronu bez kosza, trzymając się tylko drewnianej obręczy. W 1890 Niemiec Paul Lattemann zaczął układać czaszę i linki w lekko rozwijające się pakiety, podwieszone do pierścienia blisko kosza balonu. Spadając, człowiek własnym ciężarem wyciągał czaszę z linkami, po czym spadochron otwierał się.
Rok 1903 rozpoczął erę samolotu. Amerykanie, bracia Orville i Wilbur Wright, jako pierwsi wykonali lot samolotem własnej konstrukcji. Od tego okresu datują się też próby zastosowania spadochronu do ratowania pilotów samolotów. Przełomowy moment w konstrukcji spadochronu nastąpił w 1908, kiedy to Leo Stevens wpadł na pomysł złożenia spadochronu w pokrowcu przymocowanym do pleców za pomocą skórzanej uprzęży. Spadochron otwierał się przez pociągnięcie linki przez skaczącego.
W 1911 Rosjanin Gleb Kotielnikow opracował i opatentował spadochron „RK-1”, który w zasadzie odpowiadał wszystkim wymaganiom tego okresu. Wyróżniał się niezależnością od samolotu i możliwością użycia w każdej chwili. Był to spadochron plecakowy. Francuscy konstruktorzy, Erbè w 1912 i Jean Ors w 1914, prowadzili próby ze spadochronami miękkimi, które jednak po złożeniu zajmowały tyle miejsca, że niemożliwe było umieszczenie ich w kabinie samolotu. W 1913 r. Adolphe Pégoud wykonał eksperymentalny skok ze spadochronem, umieszczonym pod górnym pokryciem kadłuba samolotu. Po zerwaniu pokrycia oswobodzony spadochron otworzył się i wyciągnął lotnika z kabiny. Również w 1913 r. w USA opracował swój spadochron słowacki konstruktor Štefan Banič. Jako pierwsze zaczęło stosować ten model spadochronu, opatentowany 25 sierpnia 1914 r., lotnictwo armii amerykańskiej.
Dalsze poszukiwania szły w dwóch kierunkach. Jeden to udoskonalanie prostego spadochronu osobistego. Drugi kierunek reprezentowali konstruktorzy projektujący spadochrony przewidziane do ratowania, w razie awarii, całych samolotów wraz z załogą. Ówczesny poziom techniki uniemożliwiał jednak budowę niezawodnych, wielkich i skomplikowanych w użyciu spadochronów, stąd większość prób prowadzonych w tym kierunku kończyła się niepowodzeniem. Idea ta odżyła w dzisiejszej erze kosmicznej.
Do pierwszych zastosowań spadochronów w działaniach militarnych doszło w czasie I wojny światowej. Jako pierwsze zastosowały spadochrony załogi balonów obserwacyjnych, z natury rzeczy najbardziej narażonych na zestrzelenie przez wroga. Wśród lotników pierwsi przyjęli je na wyposażenie piloci niemieccy (Spadochron Heinekera). Lotnicy wojsk Ententy zaczęli je stosować znacznie później.

### Przed II Wojną światową
W 1918 dowództwo armii USA ogłosiło konkurs na spadochron ratowniczy, stawiając jedenastopunktowe warunki, którym miała odpowiadać konstrukcja spadochronu. Leslie Irvin 19 kwietnia 1919 wygrał ten konkurs, samodzielnie szyjąc spadochron o wymaganych cechach. W tym samym roku założył firmę Irving Air Chutes w USA. Firma zaopatrywała lotnictwo Stanów Zjednoczonych w spadochrony ratownicze w trzech odmianach: plecowej, siedzeniowej i kolanowej. Wersje różniły się między sobą uprzężą i pokrowcami. Rozpoczęto też produkcję spadochronów ćwiczebnych i zapasowych.
W 1926 Irvin założył w Anglii europejską fabrykę masowej produkcji spadochronów. W 1932 James Gregory i Sir Raymond Quilter przewidując zapotrzebowanie na powszechnie dostępne i niezawodne systemy spadochronowe dla załóg lotniczych utworzyli GQ Parachutes. Obie firmy stały się głównymi dostawcami spadochronów ewakuacyjnych i desantowych dla światowych sił powietrznych.
W 1926 ukazał się spadochron trójkątny Hoffmana. Czasza połączona była z uprzężą systemu „Irvin” 36 linkami nośnymi. W okresie międzywojennym specjaliści wojskowi zauważyli, że spadochron może być nie tylko środkiem ratowniczym, ale także transportowym, przeznaczonym do zrzucania ładunków i ludzi. W tym też czasie powstały liczne konstrukcje spadochronów towarowych, a także ćwiczebnych, przeznaczonych do szkolenia skoczków.

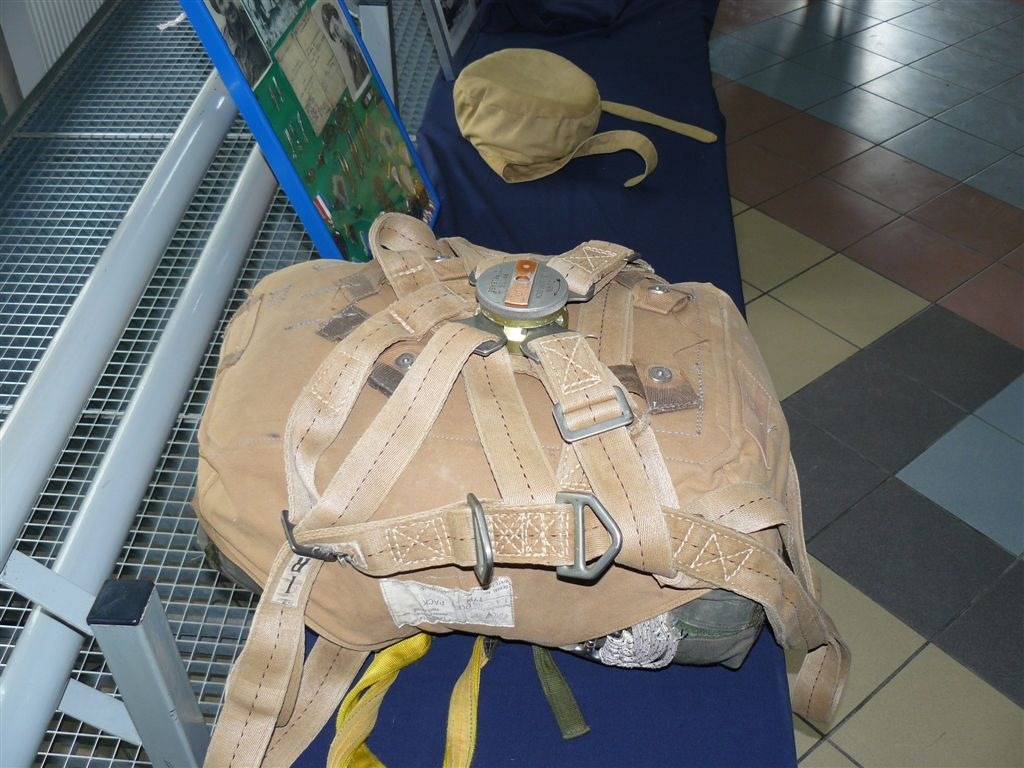
Brytyjski spadochron IrvinGQ

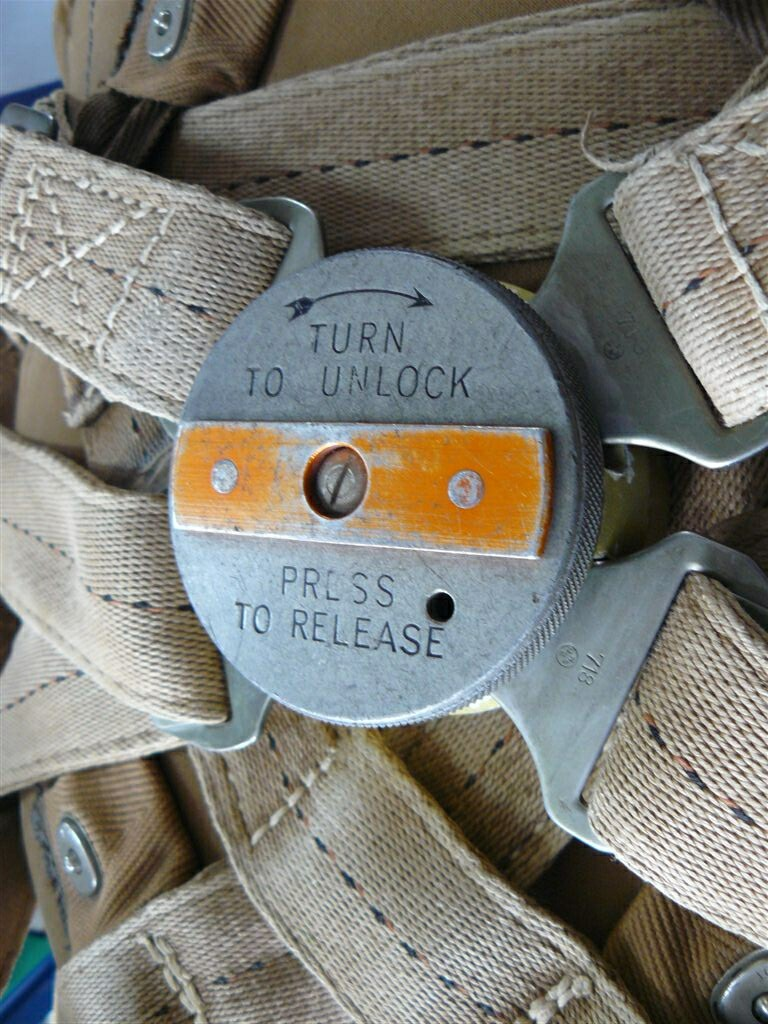
Zamek koncentryczny, łączący klamry spadochronu IrvinGQ

### Okres II wojny światowej
W 1940 firmy Irvin i GQ wspólnie opracowały i zaczęły produkcję spadochronu IrvinGQ typu X. Spadochron ten miał okrągłą, jedwabną okrągłą czaszę o średnicy 8 m (50 m²) i wytrzymałości 18 kg/cm2. Czasza była złożona z 28 trójkątnych płatów, zszytych jedwabną nicią o wytrzymałości ok. 3,5 kG. Pomiędzy płatami wszyto 14 jedwabnych linek (z czaszy zwisało 28 końcówek). Końce linek mocowano po 7 do każdej z czterech szelek nośnych, opinających ciało skoczka. Całość była odpowiednio złożona i zapakowana do dwóch pokrowców. Uprząż skoczka składała się z dwóch prawych oraz dwóch lewych szelek nośnych, szelki siedzeniowej, dwóch szelek piersiowych, dwóch szelek udowych, szelek plecowych oraz centrycznego zamka. Spadochron połączony był z samolotem "taśmą życia", która pod ciężarem skoczka wyciągała czaszę spadochronu z pokrowców, po czym się zrywała, umożliwiając spadochroniarzowi skok już z otwierającym się samoczynnie spadochronem. Rozwiązanie to było używane podczas drugiej wojny światowej i z niewielkimi modyfikacjami jeszcze przez około następne 20 lat. W latach wojny obie firmy produkowały masowo zespoły spadochronowe zarówno dla załóg lotniczych, jak i sił powietrznych,w kampanii holenderskiej w maju 1940 oraz w kampanii norweskiej, a także w maju 1941, podczas bitwy o Kretę. Spadochrony te były też używane przez lotników oraz przy szkoleniu i zrzutach skoczków brytyjskich i polskich (cichociemnych). Największymi operacjami desantowymi spadochroniarzy alianckich były lądowanie w Normandii w czerwcu 1944, oraz desant we wrześniu 1944 podczas operacji Market-Garden, gdzie udział brała polska 1 Samodzielna Brygada Spadochronowa, która została zrzucona pod Arnhem w Holandii.

### Rozwój
Po II wojnie światowej spadochron znalazł jeszcze bogatsze zastosowanie. W wielu konstrukcjach samolotów spadochron jest używany do skracania dobiegu przy lądowaniu (spadochron hamujący). W technice astronautycznej spadochron służy do sprowadzania na ziemię statków kosmicznych oraz do miękkiego lądowania sond kosmicznych na innych planetach, otoczonych atmosferą. Współczesny spadochron jest też jedną z części całego systemu zabezpieczenia pilota na współczesnym samolocie naddźwiękowym. System ten jest w pełni zautomatyzowany i prawie niezawodny. Spadochron znalazł też zastosowanie sportowe.

## Rekordy
14 października 2012 roku Felix Baumgartner skoczył ze spadochronem z wysokości prawie 39 kilometrów (stratosfera) i pomyślnie wylądował na ziemi. Wykonując ten skok pobił on trzy rekordy świata:
- najwyższy lot załogowy balonem wynoszący 38 969 m (poprzedni: 34 668 m z 1961 roku);
- najwyższy skok spadochronowy;
- największa prędkość swobodnego lotu (1357,6 km/h)[2].

24 października 2014 roku jego rekord wysokości skoku pobił 57-letni Alan Eustace, skacząc z wysokości 41 425 m.
Poprzednie rekordy z 1960 roku ustanowił Joseph Kittinger.